# Batrachyla
Batrachyla és un gènere de granotes de la família Leptodactylidae.

## Taxonomia
- Batrachyla antartandica
- Batrachyla fitzroya
- Batrachyla leptopus
- Batrachyla nibaldoi
- Batrachyla taeniata